# Управление информационных технологий, коммуникаций и кибернетической обороны Генерального штаба Армии обороны Израиля
Управление информационных технологий, коммуникаций и кибернетической обороны Генерального штаба Армии обороны Израиля (ивр. אגף התקשוב וההגנה בסב"ר‎ ага́ф ха-тикшу́в ве-ха-хагана́ ба-се́вер) — одно из структурных формирований Генерального штаба Армии обороны Израиля.
Управление информационных технологий, коммуникаций и кибернетической обороны отвечает за обеспечение связи в армии, телекоммуникаций, компьютерные системы, функционирование контрольных пунктов и безопасность информационных систем.
В настоящее время управление возглавляет генерал-майор (алуф) Авиад Даган.